# Isochromodes olivata
Isochromodes olivata là một loài bướm đêm trong họ Geometridae.